# رينجيت في كندا

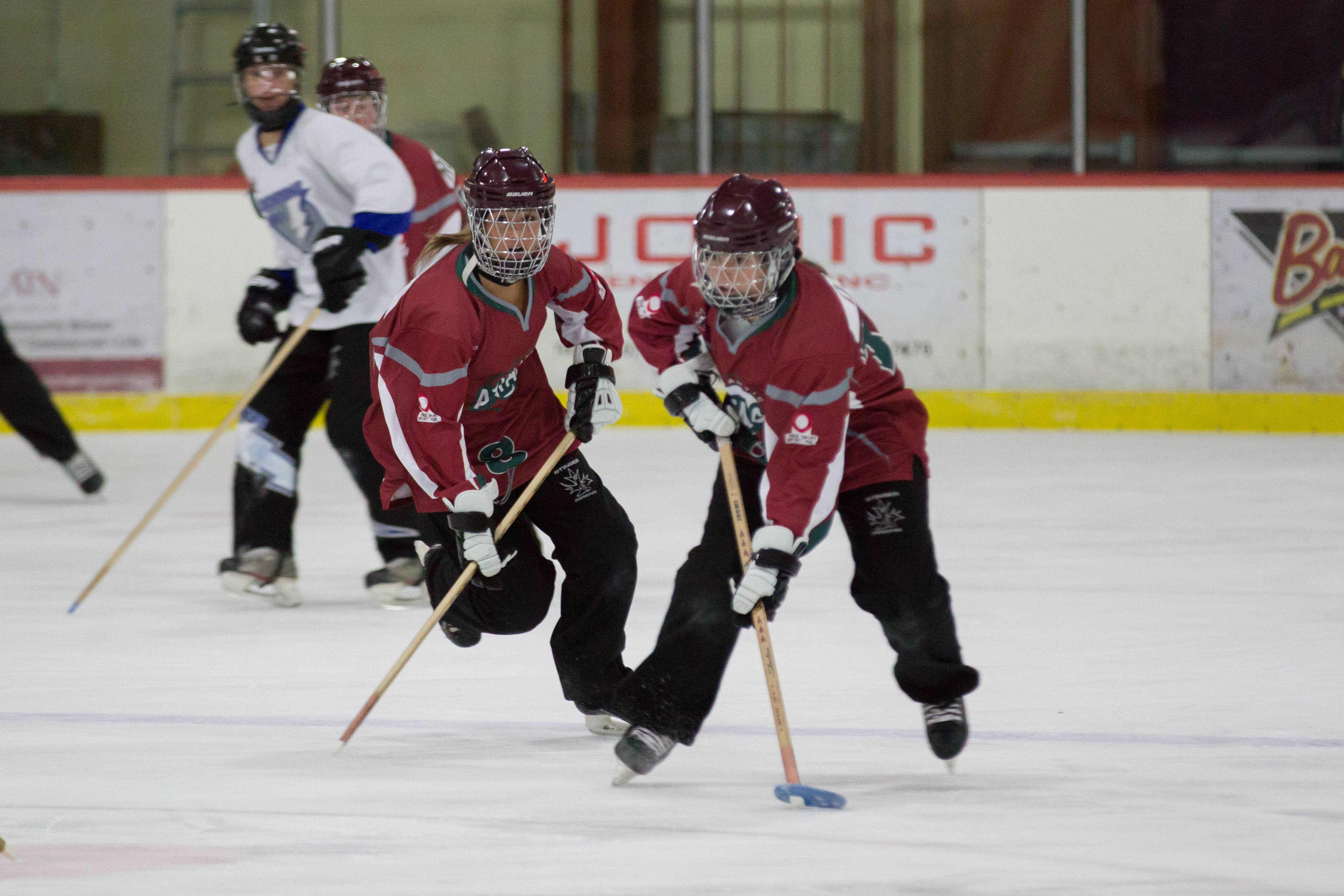
أُنشأت رياضة الرينجيت حصريًا للفتيات في كندا عام 1963.

الرينجيت في كندا بدأت في عام 1963 عندما قام سام جاكس من نورث باي، أونتاريو في ويست فيريس بتطوير الفكرة. تُلعب رياضة رينجيت في جميع المقاطعات الكندية العشر والأقاليم الشمالية الغربية، ويبلغ متوسط عدد اللاعبين المسجلين فيها أكثر من 31,000 لاعب سنويًا. تعتبر كندا موطن نشأة الرينجيت حيث اعترف بها كرياضة تراثية وطنية. وتُدار الرياضة على المستوى الوطني من قبل رينجيت كندا. وتمتلك كل مقاطعة وإقليم في كندا هيئة تنظيمية خاصة بها ضمن نطاقها القانوني.
في كندا، تعتبر رياضة الرينجيت مثالًا مهمًا على كيفية تمكن الفتيات والنساء من التحكم في تطوير رياضتهن الخاصة بدلاً من أن يتم التعامل معهن كمجرد بدائل للرياضات التي يهيمن عليها الذكور، أو كمكملين للرياضيين الذكور الذين يمارسون نفس الرياضة. أُنشأت رياضة الرينجيت نتيجة لفشل برامج الهوكي النسائي والهوكي بالمكنسة في جذب اهتمام الفتيات، بالإضافة إلى شكاوى من أن البرامج الرياضية كانت "موجهة للذكور بشكل مفرط".
هناك اعتقاد خاطئ شائع بأن الرينجيت نشأت بسبب منع الفتيات والنساء من لعب الهوكي على الجليد، وهو اعتقاد غير صحيح منتشر من قبل وسائل الإعلام الكندية وبعض الهيئات الرياضية. ولكن من الحقائق المثبتة أن أول فريق للرينجيت في التاريخ كان عبارة عن مجموعة من الفتيات اللواتي كن يلعبن الهوكي على الجليد في مدرسة ثانوية في إسبانولا، أونتاريو عام 1963. كما أن النساء بدأن بممارسة هوكي الجليد في كندا أواخر القرن التاسع عشر.
منذ البداية، كانت رياضة الرينجيت غير تقليدية في نهجها، حيث أُنشأت خصيصًا للفتيات بدلاً من اتباع النهج التقليدي المتمثل في تطوير نسخة نسائية من رياضة شعبية بين الذكور. تم وضع القواعد الأساسية الأولى بواسطة سام جاكس، لكن القواعد الرسمية الأولى تم صياغتها في إسبانولا، أونتاريو، بواسطة ريد مكارثي بين عامي 1964 و1965.
يُلعب الرينجيت في كندا من المستوى الشبابي إلى المستوى البالغ، مع منافسات تتراوح من الترفيهية إلى النخبوية. يتنافس اللاعبون الكنديون محليًا، إقليميًا، وطنيًا، ودوليًا في بطولات أوروبية وبطولة العالم للرينجيت، بالإضافة إلى مستوى الجامعات والكليات ومستوى الدوري شبه الاحترافي. تعد الرينجيت أيضًا رياضة ضمن دورة الألعاب الشتوية الكندية، وهي مسابقة رياضية متعددة للهواة في كندا. كان عام 1979 هو المرة الأولى التي يسافر فيها فريق رينجيت كندي إلى أوروبا (فنلندا).

## الهيئة الإدارية الوطنية
الهيئة الإدارية الوطنية لرياضة الرينجيت في كندا هي رينجيت كندا ومقرها في أوتاوا، أونتاريو وهي مسؤولة أيضًا عن الترويج للرياضة على المستوى الوطني. رينجيت كندا هي عضو في الاتحاد الدولي للرينجيت (IRF). أُنشأت قاعة المشاهير الوطنية التابعة لرينجيت كندا، قاعة مشاهير رينجيت كندا، في عام 1988.

### قاعة مشاهير رينجيت كندا
أنشأت رينجيت كندا قاعة مشاهير رينجيت كندا (RCHoF) في عام 1988. تتضمن RCHoF ست فئات: المؤسس، الباني، المسؤول، الفريق، المدرب، والرياضي. اُدخل عدد من فرق رينجيت كندا الوطنية على مدار وجودها، بالإضافة إلى اللاعبين والبنائين والمدربين والمسؤولين.

## الجمعيات الإقليمية والإقليمية
تُدرج جمعيات رياضة الرينجيت الإقليمية والمقاطعات الكندية في الجدول أدناه.
| الجمعية                                           | تأسست |
| رينجيت أونتاريو                                   | 1969  |
| رينجيت مانيتوبا                                   | 1972  |
| رينجويت كيبيك                                     | 1973  |
| رينجيت نوفا سكوشا                                 | 1974  |
| رينجيت كولومبيا البريطانية                        | 1976  |
| رينجيت ألبرتا                                     | 1976  |
| رينجيت ساسكاتشوان                                 | 1976  |
| رينجيت نيو برونزويك (رينجويت نيو برونزويك رينجيت) | 1981  |
| رينجيت نيوفاوندلاند ولابرادور                     | 1982  |
| رينجيت جزيرة الأمير إدوارد                        | 1985  |
| رينجيت الأقاليم الشمالية الغربية                  | 1986  |

## الهيكل التنافسي
تعتمد مستويات المنافسة في كندا على الفئة العمرية والمهارة، وتتراوح من الترفيهية إلى التنافسية. تشمل المنافسة على مستوى النخبة رينجيت الجامعة والكليات، والدوري الوطني للرينجيت، وفريق رينجيت كندا الوطني.
تتضمن مستويات المنافسة في الرينجيت الكندي: ترفيهي، C، B، BB، A، AA و AAA، مع AA وهو أعلى مستوى تحدث فيه المنافسة في الدوري. عادةً ما يكون رينجيت AAA خاصًا بمناطق معينة ترى أن فئة أخرى ضرورية لتوضيح دوريهم أو لعبتهم في البطولة. على سبيل المثال: لعبت فرق AAA من كيبيك مع فرق AA من ألبرتا في بطولات مختلفة، بما في ذلك بطولات الرينجيت الكندية.

## تطوير النخبة

### لا روليف
لا روليف هو برنامج تطوير في مجتمع الرينجيت في كندا. يهدف إلى تحديد ورعاية اللاعبين الشباب الموهوبين في رياضة الرينجيت. يوفر لا روليف فرصًا إضافية للتدريب والإرشاد للرياضيين المختارين الذين أظهروا إمكانات على مستوى U16.
يتضمن البرنامج عادةً معسكرات إقليمية ووطنية حيث يتلقى اللاعبون تدريبًا متخصصًا وجلسات لتطوير المهارات. كما يوفر التعرض لمنافسة عالية المستوى، مما يسمح للاعبين بعرض قدراتهم واكتساب خبرة قيمة.
لا روليف في الرينجيت هو جزء من جهد أوسع لدعم نمو وتقدم الرياضة في كندا. يلعب دورًا حاسمًا في تحديد ورعاية اللاعبين الشباب الموهوبين، مما يساهم في النهاية في تطوير الجيل القادم من نخبة رياضيي الرينجيت.

## فرق الرينجيت الوطنية
تختار كندا فريقين رينجيت وطنيين للمنافسة الدولية: فريق كندا للناشئين وفريق كندا للكبار. تتضمن قائمة الفريق الحديث لفريق كندا الوطني للكبار رياضيين يلعبون أو لعبوا في الدوري الوطني للرينجيت شبه الاحترافي في كندا. يتنافس كلا الفريقين في بطولات العالم للرينجيت (WRC).
تألف أول فريق رينجيت وطني كندي بالكامل من لاعبي الرينجيت البالغين والشباب وتم إنشاؤه في 1996 وتنافس في بطولة العالم الثالثة للرينجيت، على الرغم من أن أول ظهور دولي لكندا في الرينجيت كان في أول بطولة عالم للرينجيت في غلوستر، أونتاريو، في بطولات العالم للرينجيت 1990. في أول بطولة عالم للرينجيت، تم تمثيل خمسة فرق من خمس مقاطعات كندية منفصلة: ألبرتا وساسكاتشوان ومانيتوبا وأونتاريو وكيبيك. تنافس فريق كندي سادس، فريق غلوستر، أيضًا بعد أن تم اختياره للمشاركة نظرًا لأن غلوستر كانت بمثابة المدينة المضيفة للبطولات الدولية. تنافست كندا في كل بطولة عالم للرينجيت منذ ذلك الحين، على الرغم من إنشاء قسم جديد للاعبين الناشئين في النهاية في الجزء الأول من القرن الحادي والعشرين بدءًا من عام 2009.
أُنشاء أول فريق وطني كندي للناشئين بالكامل لبطولات العالم للرينجيت 2013. في السابق، تنافس لاعبو الرينجيت النخبة الكنديون للناشئين في بطولات العالم للرينجيت للناشئين التي أقيمت لأول مرة في 2009 ثم 2012 قبل دمج برنامج الناشئين مع بطولة العالم للرينجيت نفسها، مما أدى إلى قسم جديد للناشئين. بالنسبة لمسابقات الناشئين العالمية لعامي 2009 و 2012، أرسلت كندا فريقين مختلفين للناشئين لتمثيل كندا في البطولة العالمية، فريق كندا الشرقي وفريق كندا الغربي.

## الدوري شبه الاحترافي

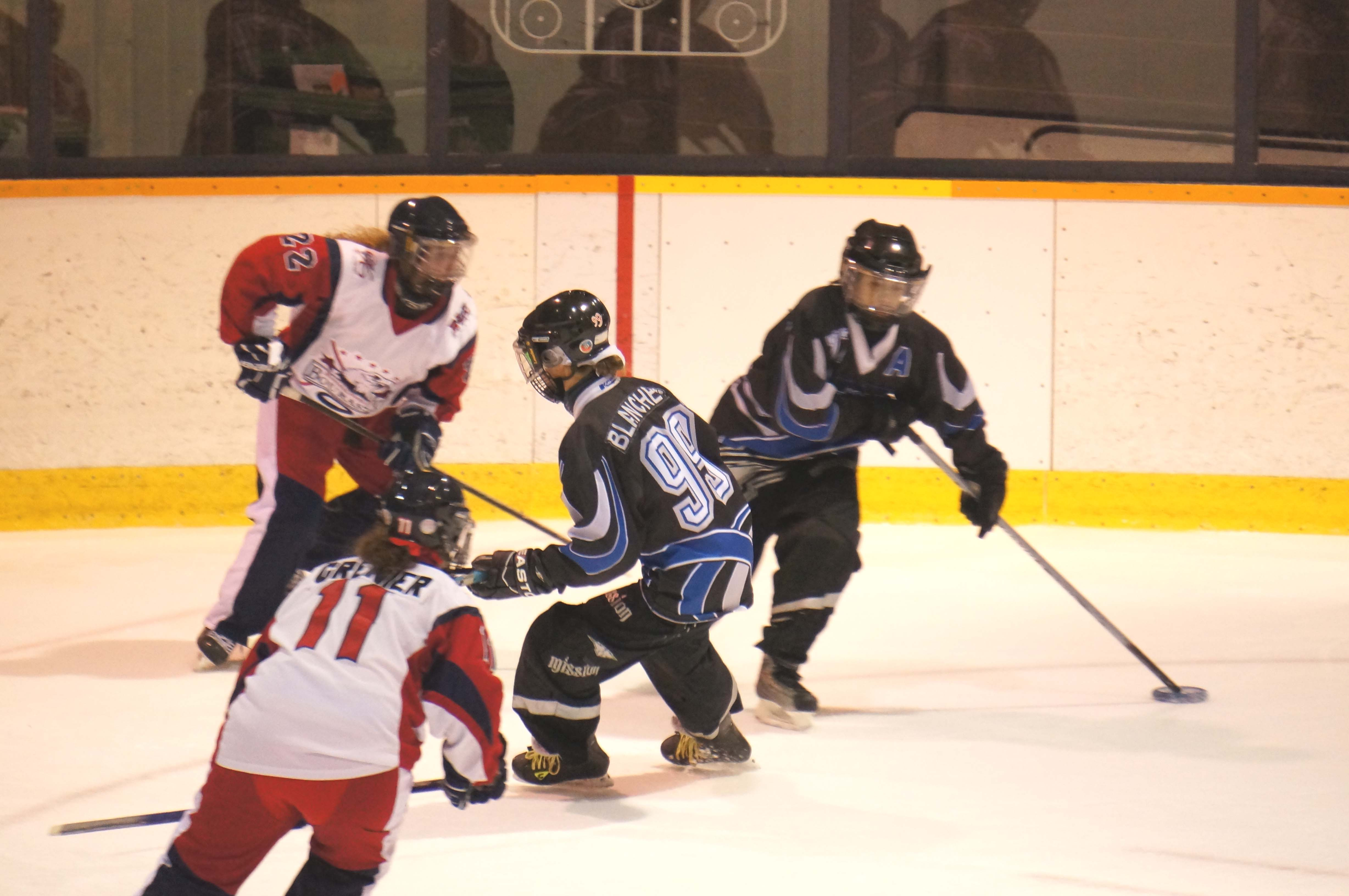
بوراسا رويال تلعب ضد مونتريال ميشن خلال موسم NRL 2011–12

الدوري الوطني للرينجيت (يشار إليه أيضًا بالأحرف الأولى NRL) هو دوري العرض الرائد شبه الاحترافي في كندا لرياضة الرينجيت وتم تقديمه خلال موسم الرينجيت 2004–2005. إنه الدوري الوطني في كندا للاعبي الرينجيت النخبة الذين تزيد أعمارهم عن 18 عامًا.
تقام المسابقة النهائية للدوري الوطني للرينجيت سنويًا في بطولات الرينجيت الكندية. يُمنح الفريق الفائز في قسم NRL كأس جين سوفيه التذكاري التي سميت على اسم الحاكم العام لكندا الراحلة جان سوفي. صيغت في البداية باسم كأس جين سوفيه وبدأت في ديسمبر 1984، وتم تقديمها لأول مرة في بطولات الرينجيت الكندية لعام 1985 في دولار ديز أورمو، كيبك. الآن يسمى كأس جين سوفيه التذكاري يتم منح الكأس لأفضل فريق في الدوري الوطني للرينجيت. قام ريك ميرسر الكندي بزيارة كامبريدج توربوس التابع للدوري الوطني للرينجيت في عام 2009 لتصوير حلقة عن الرينجيت في كندا.

### الفرق

#### 2022-23
في 2022-23، دخل الدوري موسمه الثامن عشر مع تنافس ثلاثة عشر فريقًا:
- ثاندر بي سي
- إدمنتون بلاك جولد
- إدمنتون وام
- كالغاري راث
- ساسكاتشوان هيت
- مانيتوبا هارد
- نيبين رافينز
- واترلو البريفير
- كامبريدج توربوس
- Gatineau Fusion
- بعثة مونتريال
- Rive-Sud Révolution
- اتلانتيك اتاك

## مستويات التسجيل
تُلعب رياضة الرينجيت في جميع المقاطعات الكندية العشر والأقاليم الشمالية الغربية، ويشارك فيها ما متوسطه 50000 مشارك سنويًا. في موسم الرينجيت الكندي 2017-2018، تم تسجيل 31168 لاعبًا للعب الرينجيت في كندا، وهو أعلى معدل مشاركة معروف في موسم واحد. شارك اللاعبون في ما يقارب 2,000 فريق في ثماني فئات عمرية عبر البلاد. لوحظت أكبر الزيادات في نيو برونزويك ونوفا سكوشا، ألبرتا وساسكاتشوان. كان لجائحة مرض فيروس كورونا 2019 التي بدأت في عام 2019 تأثير سلبي على معدلات التسجيل.
في كندا، كان هناك تقدير بأن 4,500 فتاة كانت تلعب الرينجيت في جميع أنحاء البلاد في عام 1979، ولكن بحلول عام 1983 (بعد 20 عامًا من إنشاء الرينجيت)، بلغ عدد اللاعبات أكثر من 14,500، مما يعني زيادة بمقدار نحو 10,000 فتاة كندية. في نفس العام، كان عدد اللاعبات المسجلات في فئة هوكي الجليد للإناث في كندا، والذي كان قديمًا بما يقارب قرن من الزمن، 5,379 فقط، أي أقل من 40% من أعداد الرينجيت. تم نسب الانخفاض الطفيف في عدد لاعبي الرينجيت بعد عام 1998 جزئيًا إلى كون هوكي الجليد النسائي قد أصبح رياضة أولمبية معترف بها في ذلك الموسم، ولكن يُعتبر هذا الانخفاض بشكل كبير نتيجة قرار الهيئات الحاكمة الكبرى للهوكي النسائي باستبعاد التحقق البدني. تم إزالة التحقق البدني من برنامج هوكي الجليد النسائي من قبل الاتحاد الدولي لهوكي الجليد بعد بطولة العالم لهوكي الجليد للسيدات 1990. رغم إدراج هوكي الجليد النسائي في الألعاب الأولمبية، هناك غياب ملحوظ في الاعتراف بالحقيقة أن اللاعبات كن قد استخدمن التحقق البدني كعنصر من عناصر لعبتهن تاريخيًا. بعد إدخال هوكي الجليد النسائي في الألعاب الأولمبية، اكتسبت الرياضة شعبية بسرعة؛ ومع ذلك، وبعد عقد من سنة إدخالها، شهدت الرينجيت انتعاشًا في أعداد التسجيل في كندا.

### الانخفاض المؤقت والعودة
بين عامي 1979 و1983، سُجل نحو 10,000 لاعب كندي جديد للعب الرينجيت. بين عامي 1985 و1987، استمرت الرياضة في تجربة زيادة ملحوظة في تسجيل اللاعبين في كندا حيث ارتفع العدد من نحو 20,000 لاعب مسجل في 1985 إلى أكثر من 27,000 في 1987، وهو زيادة كبيرة خلال أقل من خمس سنوات. في حين شهد موسم 1996–1997 للرينجيت قمة في التسجيل حيث بلغ عدد المسجلين 27,058، حدث انخفاض طفيف في معدلات التسجيل خلال الموسم التالي 1997–98 حيث سجلت 25,951 لاعبًا في كندا. ومع ذلك، بدأت المعدلات في الارتفاع مرة أخرى بعد موسم 2002–03، وبحلول موسم 2007–08، سجلت 27,197 لاعبًا، محطمًا الرقم القياسي السابق للتسجيل في الرياضة في كندا الذي تم تحديده قبل عقد من الزمن في 1996–97. في عام 2017–18، سجلت كندا رقمًا قياسيًا بلغ 31,168 لاعبًا مسجلًا، وهو أعلى عدد سُجل في تاريخ الرياضة في البلاد.

### التسجيلات
عدد التسجيلات في رياضة الرينجيت في كندا من عام 1979 إلى 2022 هو كما يلي:
| السنة     | التسجيلات |
| --------- | --------- |
| 2022–2023 | غير متوفر |
| 2021–2022 | غير متوفر |
| 2020–2021 | غير متوفر |
| 2019–2020 | غير متوفر |
| 2018–2019 | غير متوفر |
| 2017–2018 | 31,168    |
| 2016–2017 | غير متوفر |
| 2015–2016 | غير متوفر |
| 2014–2015 | غير متوفر |
| 2013–2014 | 30,398    |
| 2012–2013 | 29,804    |
| 2011–2012 | 29,566    |
| 2010–2011 | 29,423    |
| 2009–2010 | 28,905    |
| 2008–2009 | 27,899    |
| 2007–2008 | 27,197    |
| 2006–2007 | 26,287    |
| 2005–2006 | 25,924    |
| 2004–2005 |           |

## رينجيت الجامعة والكليات
يمكن للاعبي الرينجيت في كندا لعب الرياضة على المستوى الجامعي وفي بعض المقاطعات على مستوى الكليات أيضًا. تتنافس فرق الجامعة في الغالب في قسم Open-A وتشارك أيضًا في كأس تحدي الجامعات (UCC)، وهو حدث على مستوى الدولة.
تُعرف الهيئة المنظمة لمستوى ما بعد المرحلة الثانوية باسم الرابطة الكندية لرينجيت الجامعات والكليات، والتي يتم اختصارها "CUCRA". كانت المنظمة تُعرف سابقًا باسمها الأولي، "الرينجيت الجامعي الكندي" (CUR). CUCRA ليست تابعة لـ U Sports، الهيئة الإدارية الوطنية الكندية للرياضة الجامعية، أو رابطة ألعاب القوى بجامعة أونتاريو (OUA) حتى الآن ولكنها تهدف إلى أن تصبح كذلك في المستقبل.
على الرغم من أن U Sports لا تعترف بالرينجيت، إلا أن لكل مؤسسة علاقتها الخاصة ببرنامج الرينجيت المتصل بحرمها الجامعي الخاص. يسمح البعض لبرنامج الرينجيت باستخدام لقب الفريق واستخدام الزي الرسمي للمتغيرات، بينما لا يوجد لدى البعض الآخر أي انتماء لبرنامج الرينجيت على الإطلاق.
يمكن أن يختلف عدد فرق الرينجيت الجامعية في كندا من موسم لآخر، حيث قد تأتي الفرق وتذهب بسبب عوامل مثل التمويل وتجنيد اللاعبين واعتبارات أخرى. من المهم ملاحظة أن هذه الفرق قد تتغير بمرور الوقت، وقد تكون هناك جامعات إضافية تشارك في البطولات والفعاليات المحلية أو الإقليمية. بسبب جائحة COVID-19، تم إلغاء العديد من المسابقات لرياضيي الكليات والجامعات في CUCRA. لم يجتمع بعض الفرق بعد مرض فيروس كورونا 2019.
أقيمت البطولة الأولى في جامعة وينيبيغ في عام 1999. تشمل الجامعات الكندية الأخرى التي عُرفت سابقًا بوجود فرق فيها جامعة ليكهيد (ثاندر باي، أونتاريو) وجامعة ماونت رويال (كالغاري) وجامعة سيمون فريزر (كولومبيا البريطانية) وجامعة شيربروك (كيبيك).

### فرق الجامعات والكليات الكندية
| فرق رينجيت الجامعات والكليات الكندية                                                           | فرق رينجيت الجامعات والكليات الكندية                               | فرق رينجيت الجامعات والكليات الكندية |
| أونتاريو (12 فريقًا)                                                                            |                                                                    | أخرى                                 |
| ---------------------------------------------------------------------------------------------- | ------------------------------------------------------------------ | ------------------------------------ |
| جامعة ماكماستر (ماكماستر مارودرز، هاميلتون، أونتاريو)                                          | جامعة دالهوزي (نمور دالهوزي، نوفا سكوشا)                           |                                      |
| جامعة ويسترن أونتاريو (موستانج ويسترن، لندن، أونتاريو)                                         | جامعة كالجاري (كالجاري دينوس، كالجاري، ألبرتا)                     |                                      |
| جامعة ويلفريد لورييه (الصقور الذهبية، واترلو، أونتاريو، برانتفورد وميلتون)                     | جامعة ليثبريدج (ليثبريدج برونغهورنز، ألبرتا)                       |                                      |
| جامعة غويلف (غويلف غريفونز، غويلف، أونتاريو)                                                   | جامعة ألبرتا وجامعة ماك إيوان                                      |                                      |
| جامعة نيبيسينغ (نيبيسينغ ليكرز، نورث باي، أونتاريو)                                            | كلية كونيستوغا (كيتشنر، أونتاريو)                                  |                                      |
| جامعة بروك (غرير بروك، سانت كاثرينز، أونتاريو)                                                 | جامعة مانيتوبا (جامعة مانيتوبا، حي فورت غاري في جنوب وينيبيغ)      |                                      |
| جامعة كوينز في كينغستون (كوينز غيلز، كينغستون، أونتاريو)                                       | كلية هولاند (هولاند هوريكانز، جزيرة الأمير إدوارد)                 |                                      |
| جامعة كارلتون (كارلتون رافينز، أوتاوا، أونتاريو)                                               | جامعة سانت ماري (هاليفاكس) (هاسكي سانت ماري، هاليفاكس، نوفا سكوشا) |                                      |
| جامعة لورينشيان (لورينشيان فويجرز، غريتر سودبوري، أونتاريو)                                    | جامعة أكاديا (فأس السيدات، وولففيل، نوفا سكوشا)                    |                                      |
| جامعة ترينت (ترينت إكسكاليبور، بيتربورو، أونتاريو، مع حرم جامعي تابع في أوشاوا)                | جامعة سانت فرانسيس خافيير (إكس - سيدات، أنتيجونيش، نوفا سكوشا)     |                                      |
| جامعة واترلو (محاربو واترلو، واترلو، أونتاريو)                                                 |                                                                    |                                      |
| جامعة أوتاوا (أوتاوا جي جيز، أوتاوا، أونتاريو) تأسس برنامج الرينجيت بجامعة أوتاوا في عام 2004. |                                                                    |                                      |

### كأس تحدي الجامعات
كأس تحدي الجامعات (UCC) هي مسابقة سنوية في كندا تجمع فرق الرينجيت من مختلف الجامعات الكندية في مؤتمرين ويتم تنظيمها بواسطة الرابطة الكندية لرينجيت الجامعات والكليات (يتم اختصارها "CUCRA"). أقيمت البطولة الأولى في جامعة وينيبيغ في عام 1999. تتضمن المسابقة عادةً أكثر من 350 لاعبًا ومدربًا وحكامًا وموظفي البطولة.
جامعة كالجاري (كالجاري دينوس في كالجاري، ألبرتا) فازت بأكبر عدد من الألقاب الوطنية من الدرجة الأولى حتى الآن منذ العام الأول لـ UCC في عام 1999. جامعة ويسترن أونتاريو (موستانج ويسترن في لندن، أونتاريو) وجامعة ماكماستر (ماكماستر مارودرز في هاميلتون، أونتاريو) متعادلان لتحقيق معظم الألقاب في منافسات الدرجة الثانية، وهو القسم الذي تم تشكيله في عام 2009.
| أبطال الجامعات الكندية | أبطال الجامعات الكندية  | أبطال الجامعات الكندية                   | أبطال الجامعات الكندية                   | أبطال الجامعات الكندية |
| السنة                  | الجامعة المضيفة         |                                          | الدرجة 1                                 | الدرجة 2               |
| ---------------------- | ----------------------- | ---------------------------------------- | ---------------------------------------- | ---------------------- |
| 2022                   | جامعة كارلتون           | موستانج ويسترن · (جامعة ويسترن أونتاريو) | غرير بروك · (جامعة بروك)                 |                        |
| 2022                   | جامعة كارلتون           | غويلف غريفونز · (جامعة غويلف)            | كارلتون رافينز · (جامعة كارلتون)         |                        |
| 2022                   | جامعة كارلتون           | ليثبريدج برونغهورنز · (جامعة ليثبريدج)   | نيبيسينغ ليكرز · (جامعة نيبيسينغ)        |                        |
| 2021                   | جامعة كارلتون           | ألغيت بسبب جائحة COVID-19                | ألغيت بسبب جائحة COVID-19                |                        |
| 2020                   | جامعة ويلفريد لورييه    | غرير بروك · (جامعة بروك)                 | جامعة نورث ألبرتا                        |                        |
| 2019                   | جامعة ويلفريد لورييه    | كالجاري دينوس · (جامعة كالجاري)          | نمور دالهوزي · (جامعة دالهوزي)           |                        |
| 2018                   | جامعة غويلف             | كالجاري دينوس · (جامعة كالجاري)          | الصقور الذهبية · (جامعة ويلفريد لورييه)  |                        |
| 2017                   | جامعة غويلف             | أوتاوا جي جيز · (جامعة أوتاوا)           | ماكماستر مارودرز · (جامعة ماكماستر)      |                        |
| 2016                   | جامعة كالجاري           | كالجاري دينوس · (جامعة كالجاري)          | غير متوفر                                |                        |
| 2015                   | جامعة كالجاري           | جامعة نورث ألبرتا                        | غير متوفر                                |                        |
| 2014                   | جامعة نيبيسينغ          | جامعة نورث ألبرتا                        | غويلف غريفونز · (جامعة غويلف)            |                        |
| 2013                   | جامعة نيبيسينغ          | جامعة ألبرتا                             | ماكماستر مارودرز · (جامعة ماكماستر)      |                        |
| 2012                   | جامعة ويسترن أونتاريو   | جامعة ألبرتا                             | ماكماستر مارودرز · (جامعة ماكماستر)      |                        |
| 2011                   | جامعة ويسترن أونتاريو   | كالجاري دينوس · (جامعة كالجاري)          | موستانج ويسترن · (جامعة ويسترن أونتاريو) |                        |
| 2010                   | جامعة بروك              | كالجاري دينوس · (جامعة كالجاري)          | موستانج ويسترن · (جامعة ويسترن أونتاريو) |                        |
| 2009                   | جامعة بروك              | كالجاري دينوس · (جامعة كالجاري)          | موستانج ويسترن · (جامعة ويسترن أونتاريو) |                        |
| 2008                   | جامعة أوتاوا            | كالجاري دينوس · (جامعة كالجاري)          | غير متوفر                                |                        |
| 2007                   | جامعة أوتاوا            | كالجاري دينوس · (جامعة كالجاري)          | غير متوفر                                |                        |
| 2006                   | جامعة أوتاوا            | كالجاري دينوس · (جامعة كالجاري)          | غير متوفر                                |                        |
| 2005                   | جامعة مانيتوبا          | كالجاري دينوس · (جامعة كالجاري)          | غير متوفر                                |                        |
| 2004                   | كلية سان بونيفاس        | كالجاري دينوس · (جامعة كالجاري)          | غير متوفر                                |                        |
| 2003                   | كلية سان بونيفاس        | الأول                                    | غير متوفر                                |                        |
| 2002                   | كلية سان بونيفاس        | الأول                                    | غير متوفر                                |                        |
| 2001                   | جامعة مانيتوبا الفريق أ | الأول                                    | غير متوفر                                |                        |
| 2000                   | كلية سان بونيفاس        | الأول                                    | غير متوفر                                |                        |
| 1999                   | جامعة وينيبيغ           | وينيبيغ ويسمين · (جامعة وينيبيغ)         | غير متوفر                                |                        |

### بطولة الرينجيت الإقليمية لجامعة أونتاريو
في مقاطعة أونتاريو، تستضيف رينجيت أونتاريو قسمًا جامعيًا في بطولة الرينجيت الإقليمية لأونتاريو حيث تتنافس فرق الرينجيت الجامعية على كأس ديف بينيت الجامعي. تستضيف بعض بطولات الرينجيت في أونتاريو أيضًا مجموعات جامعية.

## البطولات الوطنية

### بطولات كندا للرينجيت
يتنافس لاعبو الرينغيت النخبة في كندا في نهاية كل موسم رينجيت في بطولات كندا للرينجيت، والمعروفة عادةً بـ "الوطنيين"، والتي تشمل أيضًا المنافسة النهائية في دوري الرينغيت الوطني (NRL). أُقيمت أول بطولة للرينجيت الكندية في عام 1979 في وينيبيغ، مانيتوبا. تم إنشاء هذه البطولة لتحديد الأبطال الكنديين في الفئات العمرية تحت 16 عامًا، تحت 19 عامًا، وفئة "المفتوحة" (التي حلت محلها دوري الرينغيت الوطني منذ 2008).

### ألعاب كندا الشتوية
في حين اخترع الرينجيت في عام 1963، أُقيمت أول ألعاب كندا، وهو حدث رياضي متعدد الرياضات، بعد أربع سنوات في 1967 في مدينة كيبك. لم تُدرج الرينغيت ضمن برنامج ألعاب كندا الشتوية إلا في عام 1991. تُعتبر الرئيسة السابقة لرينغيت كندا، بيتي شيلدز، أحد الأفراد الرئيسيين في دخول الرينغيت إلى ألعاب كندا الشتوية. يُشارك برنامج الرينغيت خلال أحد الأسبوعين في ألعاب كندا الشتوية. يبدأ التنافس عادة يوم الاثنين يليه نصف النهائي في مساء الجمعة، وتُقام المباراة النهائية الوطنية يوم السبت. يتم اختيار أفضل لاعبي الرينغيت من 10 مقاطعات كندية للتنافس مع فرقهم الإقليمية.
تُعتبر ألعاب كندا الشتوية حدثًا وطنيًا مهمًا في كندا وتُعد من الأحداث الرئيسية في تطوير الرياضيين الشباب الكنديين. يُشارك في المسابقة أفضل الرياضيين الكنديين الشبان في الفئات العمرية المختلفة. يستمر الحدث لمدة أسبوعين ويُقام كل أربع سنوات.
| السنة | الموقع                           | الذهب    | الفضة    | البرونز             |
| ----- | -------------------------------- | -------- | -------- | ------------------- |
| 2023  | جزيرة الأمير إدوارد              | كيبيك    | ألبرتا   | ساسكاتشوان          |
| 2019  | ريد دير، ألبرتا                  | كيبيك    | أونتاريو | مانيتوبا            |
| 2015  | برنس جورج، كولومبيا البريطانية   | مانيتوبا | أونتاريو | نيو برونزويك        |
| 2011  | هاليفاكس، نوفا سكوشا             | أونتاريو | ألبرتا   | كيبيك               |
| 2007  | وايت هورس، يوكون                 | أونتاريو | ألبرتا   | كيبيك               |
| 2003  | باثيرست وكامبيلتون، نيو برونزويك | أونتاريو | مانيتوبا | كولومبيا البريطانية |
| 1999  | كورنر بروك، نيوفاوندلاند         | أونتاريو | مانيتوبا | ساسكاتشوان          |
| 1995  | غراندي برييري، ألبرتا            | ألبرتا   | مانيتوبا | كولومبيا البريطانية |
| 1991  | شارلوت تاون، جزيرة الأمير إدوارد | ألبرتا   | أونتاريو | كولومبيا البريطانية |

## المنافسات الإقليمية

### البطولات الإقليمية
تنظم مسابقات البطولة الإقليمية سنويًا في عدد من المقاطعات الكندية لمستويات المهارات والفئات العمرية المختلفة.

### الألعاب الشتوية الإقليمية
في كندا، تنظم العديد من المقاطعات مسابقات متعددة الرياضات تعتمد على فصل الشتاء على مستوى المقاطعة سنويًا أو كل عامين. وتُعرف هذه الفعاليات عادةً باسم "الألعاب الشتوية الإقليمية". ومع ذلك، لا يتم تضمين رياضة الرينغيت في جميع برامج الألعاب الشتوية الإقليمية، حيث يعتمد ذلك على المقاطعة المعنية.
| الألعاب الشتوية الإقليمية في كندا | الألعاب الشتوية الإقليمية في كندا    | الألعاب الشتوية الإقليمية في كندا | الألعاب الشتوية الإقليمية في كندا | الألعاب الشتوية الإقليمية في كندا |
| المقاطعة                          | الحدث                                | مدرج/سنة الإضافة                  |                                   | السنة التأسيسية للألعاب الشتوية   |
| --------------------------------- | ------------------------------------ | --------------------------------- | --------------------------------- | --------------------------------- |
| كولومبيا البريطانية               | ألعاب الشتاء في كولومبيا البريطانية  | نعم                               | 1978                              |                                   |
| ألبرتا                            | ألعاب الشتاء في ألبرتا               | نعم                               | 1974                              |                                   |
| ساسكاتشوان                        | ألعاب الشتاء في ساسكاتشوان           | لا                                | 1972                              |                                   |
| مانيتوبا                          | ألعاب الشتاء في مانيتوبا             | نعم                               | 1974                              |                                   |
| أونتاريو                          | ألعاب الشتاء في أونتاريو             | نعم 1976                          | 1970                              |                                   |
| كيبيك                             | ألعاب كيبيك الشتوية                  | نعم                               | 1971                              |                                   |
| نيو برونزويك                      | ألعاب نيو برونزويك الشتوية           |                                   |                                   |                                   |
| نوفا سكوشا                        | ألعاب نوفا سكوشا الشتوية             |                                   |                                   |                                   |
| جزيرة الأمير إدوارد               | ألعاب جزيرة الأمير إدوارد الشتوية    |                                   |                                   |                                   |
| نيوفاوندلاند ولابرادور            | ألعاب نيوفاوندلاند ولابرادور الشتوية |                                   |                                   |                                   |

## مسابقات أخرى
تُنظم العديد من المدن والمناطق الكندية مسابقات سنوية خاصة بها.

### بطولة شرق كندا للرينجيت
تعد بطولة شرق كندا للرينغيت (ECRC) مسابقة سنوية تُنظم خصيصًا لفرق الرينغيت من المنطقة الشرقية في كندا. تشمل المسابقة فرقًا من نوفا سكوشا، جزيرة الأمير إدوارد، نيو برونزويك، كيبيك وأونتاريو. تم عقد أول حدث في عام 2002. ومنذ ذلك الحين، تتنافس الفرق من المقاطعات المشاركة في الأقسام الأربعة التالية: U14AA، U16A، U19A و18+ A.

### بطولة غرب كندا للرينجيت
تعد بطولة غرب كندا للرينغيت (WCRC) مسابقة سنوية تُنظم خصيصًا لفرق الرينغيت من المنطقة الغربية في كندا، ومع ذلك، فإنها ليست منظمة من قبل رينغيت كندا. كانت السنة الأولى للبطولة في 2003. تُعقد عادة في نهاية شهر مارس، وتشمل المسابقة فرقًا من مانيتوبا، ساسكاتشوان، ألبرتا وكولومبيا البريطانية تتنافس في أقسام U14 وU16 وU19 و18+.
يحق لكل من المقاطعات الأربع في غرب كندا إرسال فريق إقليمي واحد للمنافسة في كل قسم عمري. كما يمكن للمضيف إدخال فريق مضيف في أقسام U16 وU19 و18+ لإنشاء قسم مكون من خمسة فرق. أما قسم U14 فهو مكون من 10 فرق تضم فريقين من كل مقاطعة واثنين من فرق الاختيار العشوائي.

### أكبر بطولة كندية
تعد أكبر بطولة للرينجيت في كندا هي بطولة إيسو غولدن رينغ السنوية التي تُعقد في كالغاري، ألبرتا في شهر يناير.

### نوفا سكوشا
تعد بطولة مدينة البحيرات (COLT) في دارتموث، نوفا سكوشا أكبر بطولة للرينغيت في المقاطعة.

## المشاركة في الرياضات المختلفة

### باندي
شارك العديد من لاعبي الرينغيت على المستوى الوطني في كندا أيضًا في رياضة الباندى مع المنتخب الوطني النسائي للباندى الكندي. وتستند فرق الباندى النسائية والرجالية في كندا إلى وينيبيغ، مانيتوبا.
شارك العديد من لاعبي المنتخب النسائي للباندى في دوري الرينغيت الوطني وعلى المنتخب الوطني الكندي للرينغيت. ضمت فريق الباندى العديد من لاعبي الرينغيت البارزين مثل: أينسلي فيرغسون، كاري ناش، شالي هروسكا، إيمي كلاركسون، وليندسي بيرنز. أفضل نتائجهم كانت في المركز الرابع في بطولة العالم للباندى النسائية 2007, 2010, 2012, و2016. كان الهدف الأول لكندا في تاريخ الباندى النسائية المنظمة قد سجلته ليندسي بيرنز، وهي عضو سابق في منتخب كندا الوطني للرينغيت.

## اللاعبون الذكور
في كندا، يعتبر اللاعبون الذكور غير شائعين حيث توجد العديد من الرياضات الشتوية الجماعية الأخرى المتاحة لهم مثل هوكي الجليد، الباندى، والبروومبول. يقتصر الأولاد على المنافسة في مستوى "B" أو ما هو أقل في العديد من منظمات الرينغيت لأن الرياضة تهدف إلى تسليط الضوء على النساء وزيادة مشاركتهن. يتنافس اللاعبون الذكور في مستوى AA في بعض المناطق المحدودة حيث تمارس الرياضة. شارك الأولاد في فئات تحت 9 سنوات (U9) أو تحت 6 سنوات (U6) في بعض المقاطعات الكندية. بينما يُمارس الرينجيت بشكل رئيسي من قبل الإناث، يشارك حالياً 700 لاعب ذكر في الرياضة عبر البلاد.

## فريق الرينجيت الأولمبي
حالياً، لا تُعترف رياضة الرينجيت من قبل اللجنة الأولمبية الدولية (IOC)، وبالتالي فهي ليست جزءاً من برنامج الألعاب الأولمبية الشتوية
الرياضة تتمتع بانتشار ضيق نسبياً وتُمارس في الغالب في أربع دول: كندا، فنلندا، السويد، والولايات المتحدة.
تمتلك اللجنة الأولمبية الدولية قاعدة تنص على أنه لن يتم السماح بأي رياضة جديدة في الأولمبياد ما لم تكن منظمة ومُمارسة من قبل كل من الإناث والذكور على المستوى الدولي.
تُمارس رياضة الرينغيت بشكل رئيسي من قبل الرياضيات الإناث، ولدى اللجنة الأولمبية الدولية متطلبات أعلى للمشاركة الذكورية. ينص الميثاق على أن يتم ممارسة الرينغيت على نطاق واسع في خمسة وسبعين دولة من قبل الذكور في أربع قارات مختلفة، ومن قبل الإناث في ما لا يقل عن أربعين دولة وثلاث قارات. لم تنجح جهود المسؤولين في كندا وفنلندا للاعتراف بالرياضة من قبل اللجنة الأولمبية الدولية حتى الآن.

## قراءة مُعمقة
- كولينز، كينيث ستيوارت (2004). "The Ring Starts Here: An Illustrated History of Ringette."
- هول، مارغريت آن (2016). "The Girl and the Game: A History of Women's Sport in Canada." منشورات جامعة تورنتو.
- هول، مارغريت آن؛ فيستَر، غيرترود. "Honoring the Legacy: Fifty Years of the International Association of Physical Education and Sport for Girls and Women."

## روابط خارجية
- الاتحاد الدولي للرينجيت
- كندا رينجيت كندا
- فنلندا بالفنلندا رينجيت فنلندا
- الولايات المتحدة فريق الولايات المتحدة لرياضة الرينجيت
- السويد بالsv جمعية رينجيت السويدية نسخة محفوظة 2011-10-03 على موقع واي باك مشين.
- سلوفاكيا رينجيت سلوفاكيا
- جمهورية التشيك رينجيت التشيك
- كندا الأرشيف | رينغيت مانيتوبا نسخة محفوظة 2022-07-01 على موقع واي باك مشين.
- كندا تاريخ رينغيت كالغاري
- فنلندا بالFIN تاريخ رينغيت فنلندا (مؤرشف)
- فنلندا بالfin رينغيت توركو
- كندا رينجيت | أرشيف القصص | رياضة جامعة كالغاري

قالب:فئة كومونز